# 联合国安全理事会第1929号决议
联合国安理会1929号决议是联合国安全理事会于2010年6月9日第6335次会议上通过的一项决议，该决议决定对伊朗实行2006年以来的第四轮制裁。安理会15个理事国中12个国家投了赞成票、2个国家投了反对票（土耳其、巴西）、1个国家弃权（黎巴嫩）。
决议中通过的主要制裁措施包括了禁止其他国家向伊朗提供任何作战坦克、作战飞机、军舰、导弹等武器设备，禁止其他国家接受伊朗涉及核材料与核技术的投资，禁止伊朗进行任何涉及能够运载核武器的弹道导弹的活动等。
决议通过后，包括中国、美国、俄罗斯、英国、法国、德国在内六个赞成决议的国家外长发表了联合声明，表示这一决议体现了国际社会对于伊朗核问题的担扰，而同时也声明六国“与伊朗接触的大门继续敞开着”。投反对票的土耳其与巴西则认为，两国之前与伊朗间达成的核燃料交换协议还需要更多的时间，不应匆忙进行制裁。而伊朗总统内贾德则回应说该决议“没有任何意义”、“无法击倒伊朗”，并将决议比作“烦人的苍蝇”。